# Kirche Hl. Sava und Simeon (Kusadak)

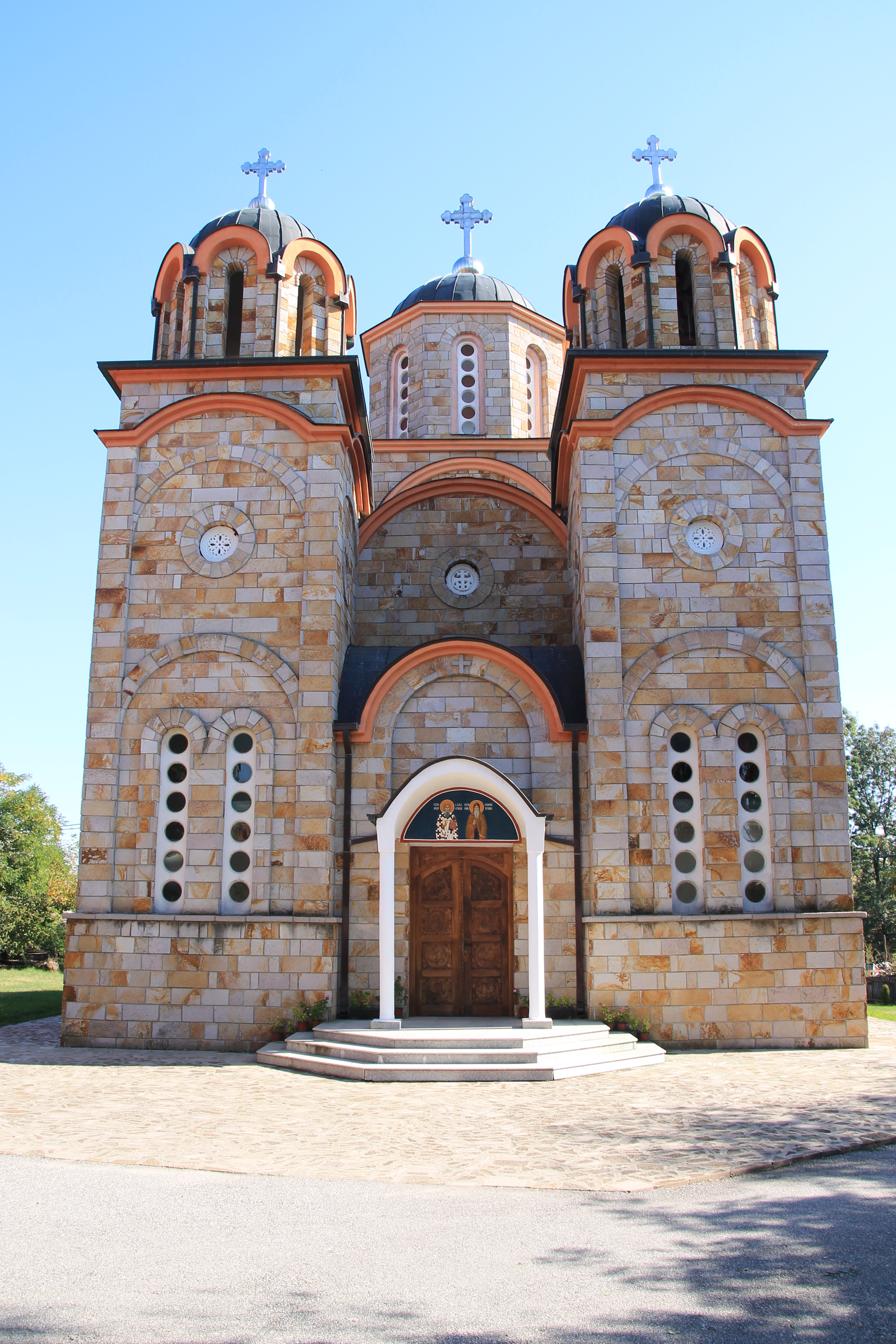
Westansicht der Kirche Hl. Sava und Simeon in Kusadak

Die Kirche Hl. Sava und Simeon (serbisch: Црква Светог Саве и Светог Симеона, Crkva Svetog Save i Svetog Simeona) in Kusadak, einem Dorf in der Opština Smederevska Palanka, ist eine serbisch-orthodoxe Kirche im zentralen Serbien.
Das von 1998 bis 2010 erbaute Gotteshaus ist  zu Ehren des serbischen Nationalheiligen, des Hl. Sava von Serbien und seines Vaters, des Hl. Simeon Mirotočivi, geweiht und ist Pfarrkirche der Kirchengemeinde Kusadak und der dazugehörigen Pfarreien I und II im Dekanat Jasenica der Eparchie Šumadija der Serbisch-Orthodoxen Kirche. 

## Lage
Das große Dorf Kusadak liegt in nordwestlicher Richtung des Hauptorts der Gemeinde,  Smederevska Palanka. Die Kirche steht im Dorfzentrum an der Straße Krfska Ulica. Die genaue Adresse der Kirche lautet Krfska ulica Nr. 6. 
Unweit der Kirche stehen eine Dorfgrundschule, die Dorfpost, das Haus der lokalen Gemeinschaft, Dorfläden und der Fußballplatz des örtlichen Fußballvereins FK Železničar Kusadak.
Im umzäunten Kirchhof mit zwei großen Eingangstoren an der Ost- und Westseite stehen neben der Kirche, das Pfarrhaus, ein Kirchbrunnen und zwei Ständer zum Kerzenentzünden.

## Geschichte

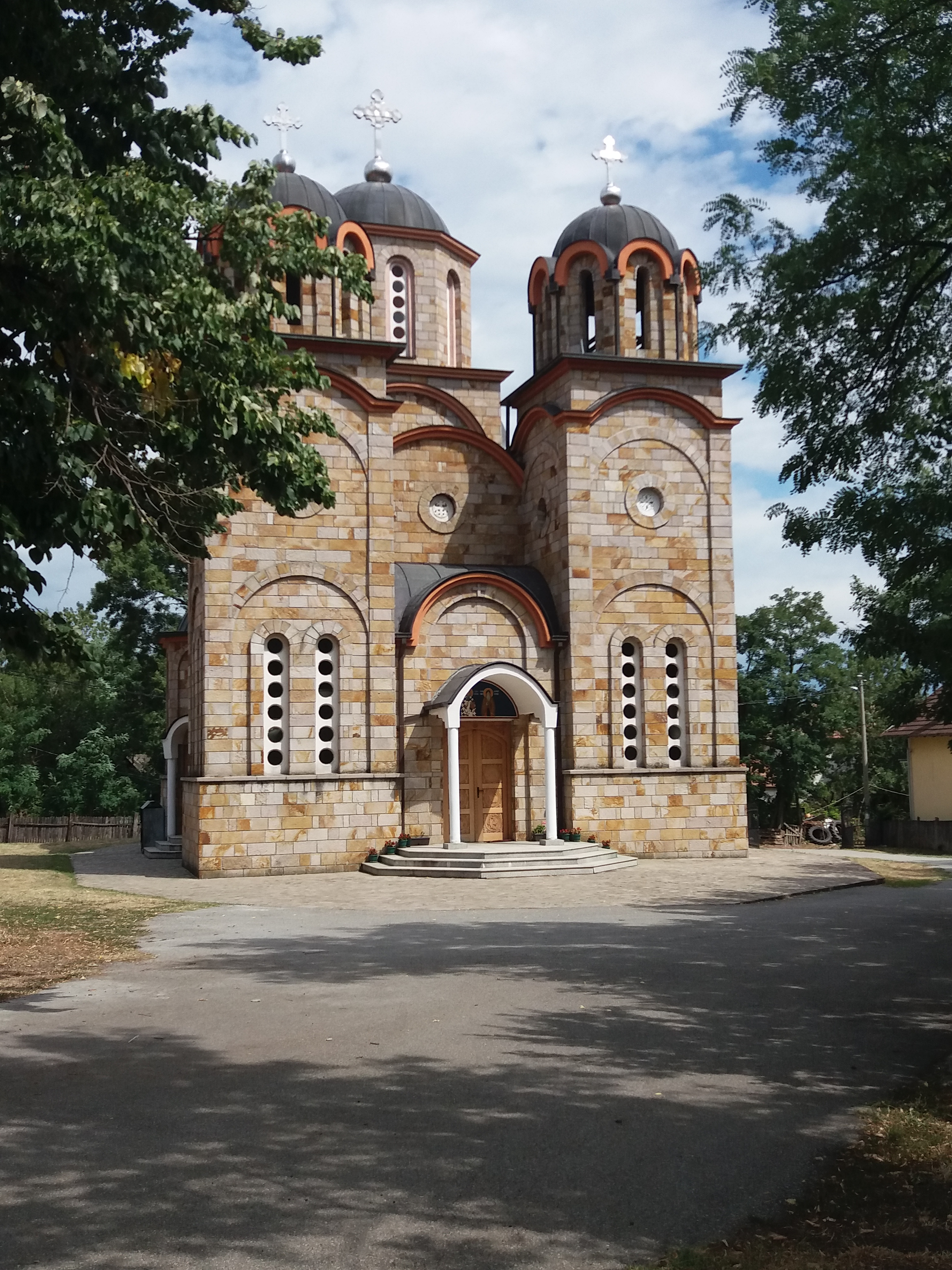
Die Kirche im Kirchhof

In der Ortschaft Selište, wo sich heute das Kloster befindet, drei Kilometer nördlich der heutigen Siedlung, befand sich einst das alte Dorf Kusadak. Die erste Kirche im Dorf soll laut alten Überlieferungen, als Klosterkirche gedient haben und stammte aus der Zeit des Fürsten Lazar im 14. Jahrhundert. 
Im nördlichen Dorfgebiet beim See Kusadačko Jezero in einem kleinen Eichenwald steht die Kirche Hl. Erzengel Gabriel. Die heutige Klosterkirche,  dem Patronat des Hl. Erzengel Gabriel anvertraut, wurde von 1841 bis 1847 als Pfarrkirche, auf dem Standort einer alten Holzkirche, erbaut. 
1998 wurde diese Kirche vom damaligen Bischof der Eparchie Šumadija, Sava, zur Klosterkirche des wieder gegründeten Klosters Pinosava erhoben.
Ebenfalls 1998 begann der Bau der Kirche Hl. Sava und Simeon im Zentrum des Dorfes und das Grundstück, auf dem das Gotteshaus erbaut werden sollte, wurde von den Erben der Ružica Arsić gestiftet. Am 10. Mai 1998 hielten der damalige Bischof der Eparchie Šumadija, Sava, und der damalige Bischof der Eparchie Slawonien, Lukijan, die Hl. hierarchische Liturgie und weihten die Kirchenfundamente.
Das Kirchengebäude wurde im Zeitraum von 1998 bis 2010 erbaut. Am 31. Mai 2005 wurde mit dem Segen des Bischofs der Eparchie Šumadija, Jovan, das große Kreuz auf der Kuppel in der Kirchenschiffmitte vom Erzpriester Dragoslav Senić geweiht und auf die Kuppel montiert. In der Folgezeit wurden auch auf die Kuppeln der beiden Kirchtürme Kreuze aufgestellt.
Am 31. Juli 2010 hielt Bischof Jovan unter Assistenz  mehrerer Geistlicher die bischöfliche Liturgie in der Kirche. Zuvor hatte der Bischof die Kirchenglocken der Kirche feierlich geweiht. Im Sommer 2010 wurden die Arbeiten an der Kirche fertig gestellt.
Die Kirche Hl. Sava und Simeon wurde am 17. Oktober 2010 vom Bischof Jovan unter Assistenz vieler Geistlicher und unter Teilnahme einer großen Anzahl an Gläubigen feierlich geweiht. Während der feierlichen Weihe der Kirche wurde in den Kirchenaltar, ein kleiner Teil der Reliquien, des Hl.  Großmärtyrer Zar Lazar eingelegt. Im Anschluss wurde die hierarchische Liturgie abgehalten und verdiente Wohltäter der Kirche bekamen vom Bischof Dankesbriefe überreicht. 
Am 10. Februar 2013 wurden die Fundamente des großen Pfarrhauses bei der Kirche geweiht. Auch am 28. Juli 2019 hielt der Bischof den feierlichen Gottesdienst in der Kirche. 
Am 10. Mai 2021, als die Kirche in Gebeten das Gedenken an die Verbrennung der Reliquien des Hl. Sava begeht, feierte die Kirchengemeinde ihre erste Kirchen-Slava. Ebenfalls am 9. April 2022 hielt der Bischof die bischöfliche Liturgie in der Kirche.

## Architektur

### Kirchenäußeres
Das einschiffige Kirchengebäude ist in einer modernen Adaption des traditionellen Serbisch-byzantinischen Stils erbaut worden. 
Die Kreuzkuppelkirche besitzt eine halbrunde Altar-Apsis an der Ostseite, zwei kleine Seitenkonchen in der Kirchenschiffmitte, eine zentrale monumentale Rundkuppel, die sich über dem Tambour, in der Mitte des Naos über der Kreuzung der Seitenarme der Kirche erhebt und einen Narthex mitsamt zwei hohen Kirchtürmen an der Westseite. 
An der Westfassade befindet sich in einem kleinen Anbau der Haupteingang der Kirche, der von einem von zwei Pfeilern gestützten Vorbau umrahmt wird. Über der mit dekorativen Holzschnitzarbeiten verzierten Türe, befindet sich eine Patronatsfreske des Hl. Sava  und des Hl. Simeon. In der Seitenkonche der Südfassade befindet sich der Nebeneingang. Die Kirche besitzt drei silberne Kreuze.

### Kircheninneres

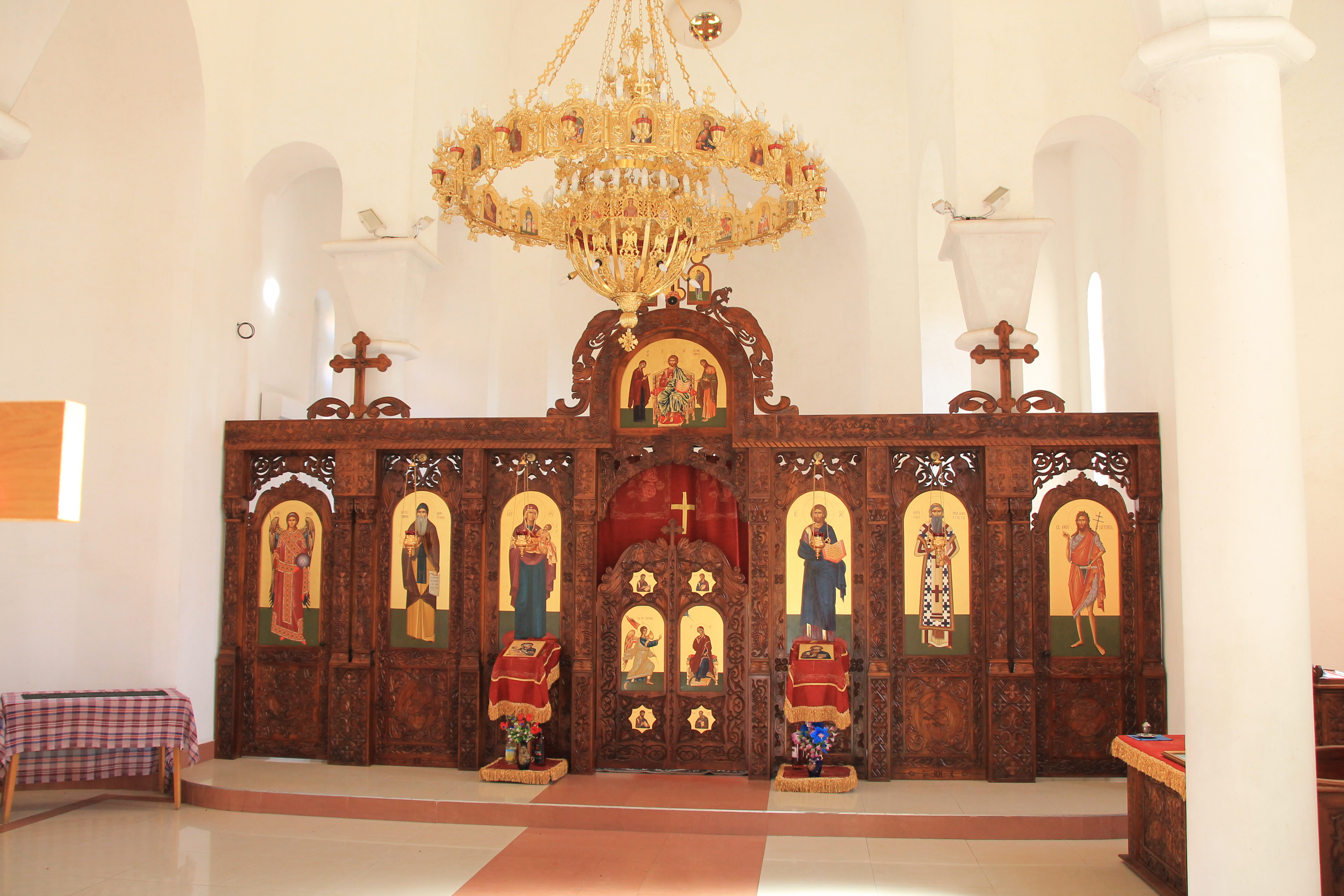
Die Ikonostase im Kircheninneren

Das Kircheninnere wird von der hölzernen, reich mit Schnitzereien verzierten, Ikonostase mit in der traditionellen byzantinischen Manier gemalten Ikonen dominiert. 
Auf der Südseite der Ikonostase sind auf den Thronikonen der Hl. Erzengel Michael (auf der Südtür), der Hl. Simeon Mirotočivi und die Allerheiligste Gottesmutter Maria mit dem Jesuskind abgebildet. Der mittlere Teil der Ikonostase wird von der carske dveri, der Haupttür der Ikonostase, mit der Mariä Verkündigung und dem Hl. Erzengel Gabriel bestimmt. Um die Szenerie der Verkündigung sind die vier Hl. Evangelisten gruppiert. Auf der Nordseite der Ikonostase ist Jesus Christus, der Hl. Sava und der Hl. Johannes der Täufer (auf der Nordtür) dargestellt. 
Auf zweiten Ikonostasen-Zone sind zwei Kreuze und in der Mitte die Ikone der Deësis (Christus auf dem Throne sitzend und zu seinen Seiten die Hl. Gottesmutter Maria und der Hl. Johannes der Täufer) dargestellt. Über der Deësis befindet sich die Kreuzigung Christi umrahmt von zwei Pfauenvögel. 
Im Kircheninnenraum befinden sich zudem vier Pfeiler, der Bischofsthron, Kronleuchter, wenig Chorgestühl, ein kleiner Kirchenladen, Blumenschmuck und Chorständer. Die Kirche verfügt über einen Chorbalkon (Empore) im westlichen Kirchenschiff. Seit 2023 wird mit dem Segen des Bischofs Jovan das Kircheninnere mit byzantinischen Fresken bemalt.

## Galerie

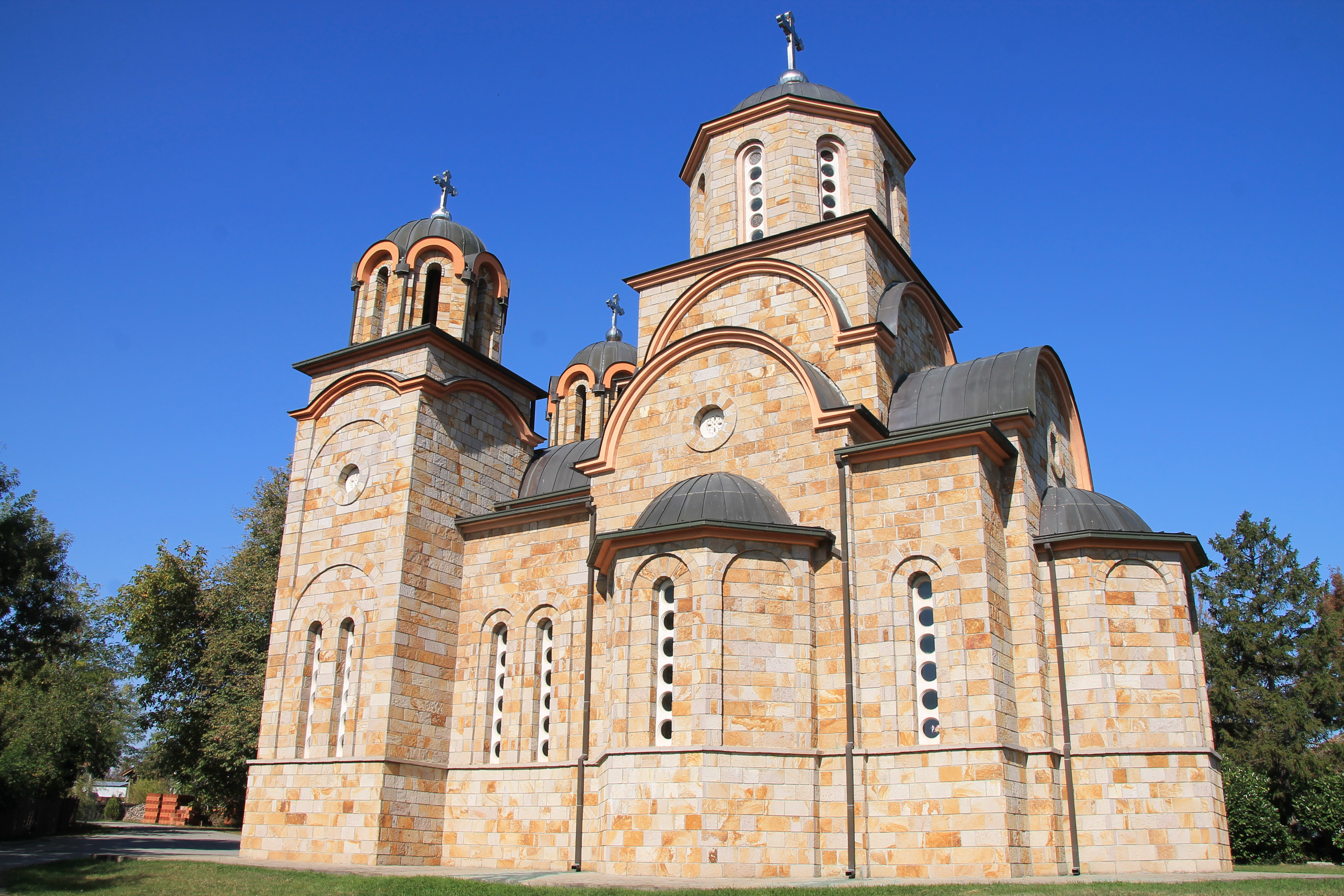
Nordfassade der Kirche
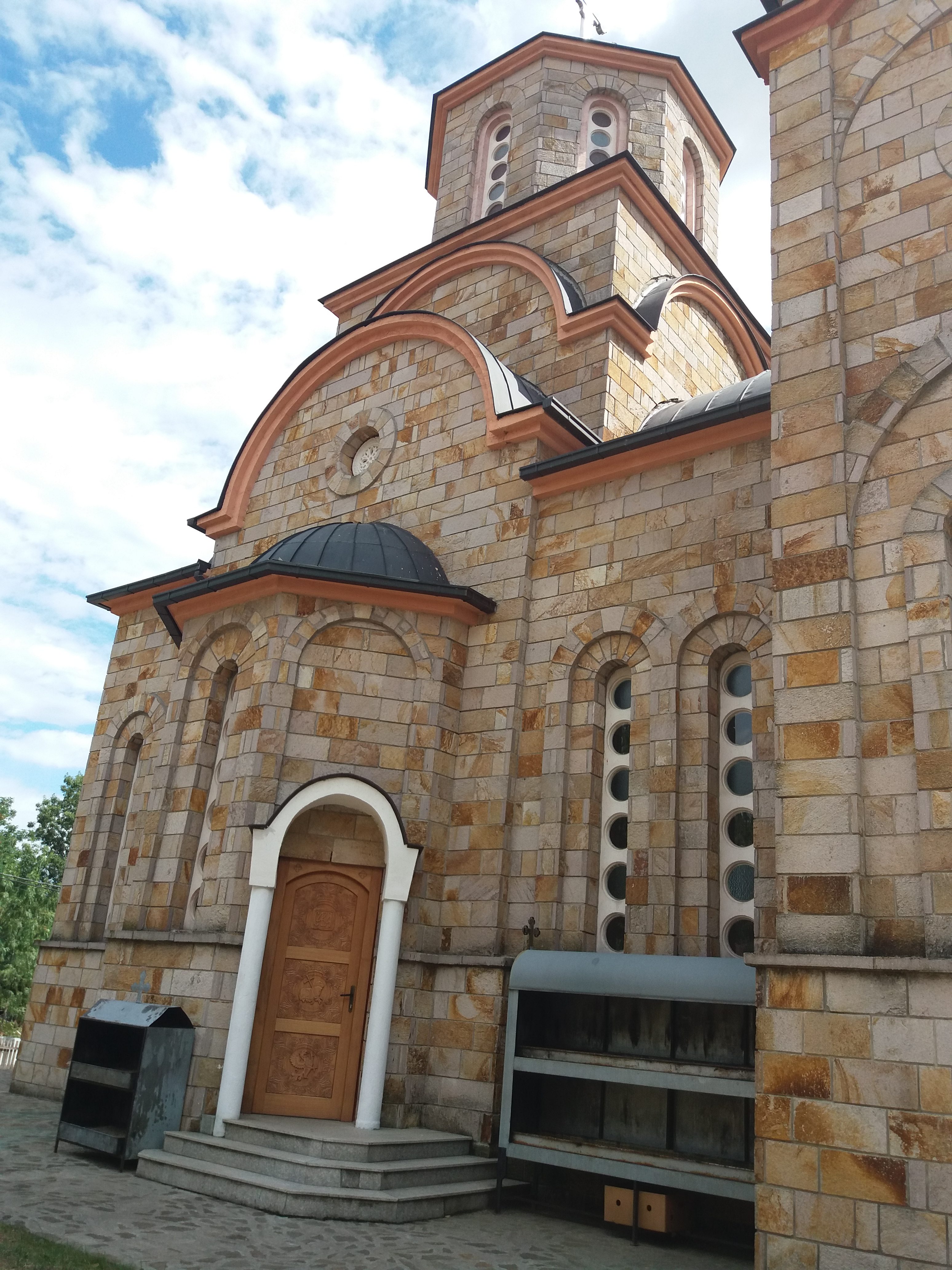
Südfassade mit Nebeneingang
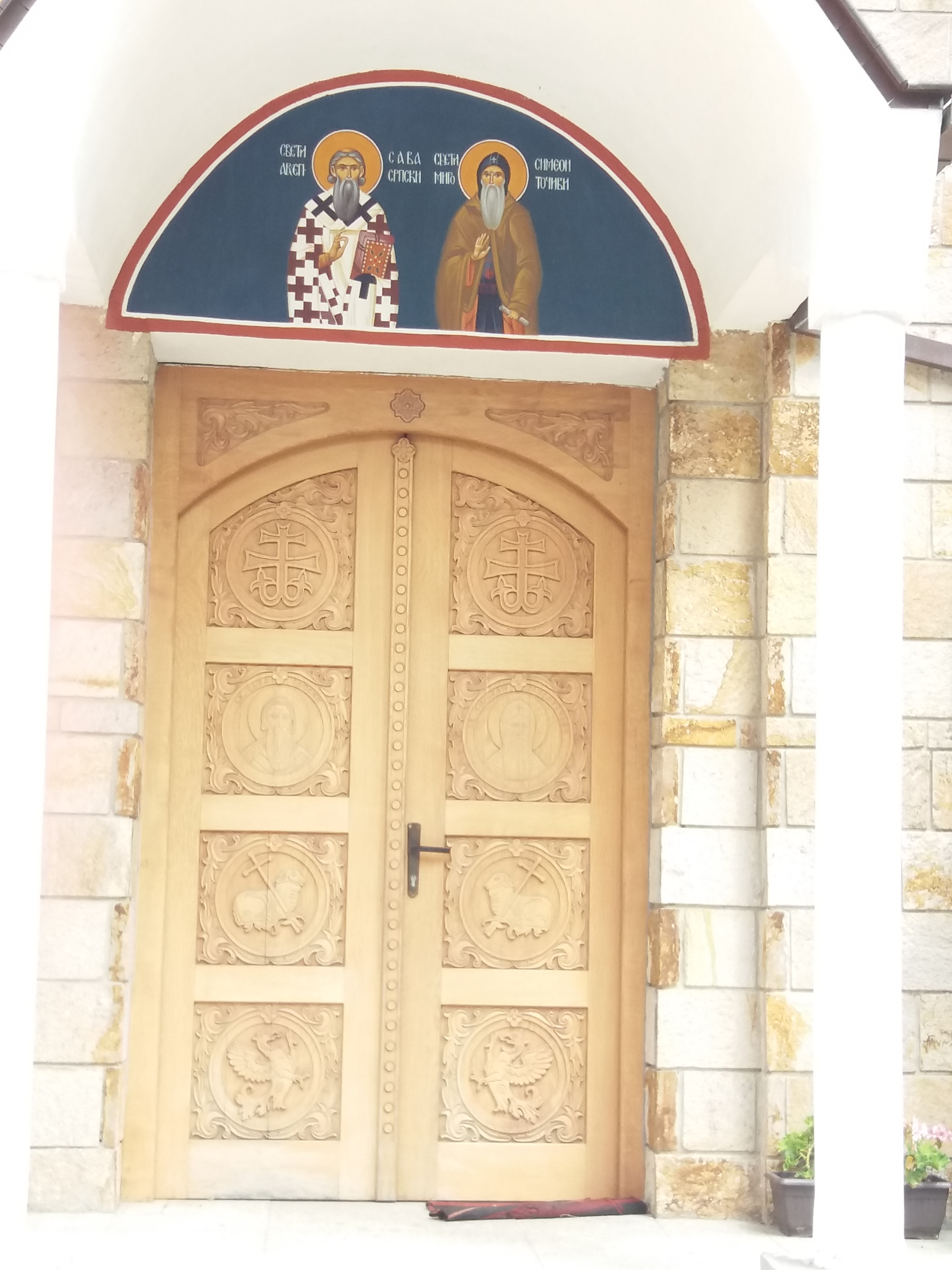
Haupteingang mit Patronatsfreske
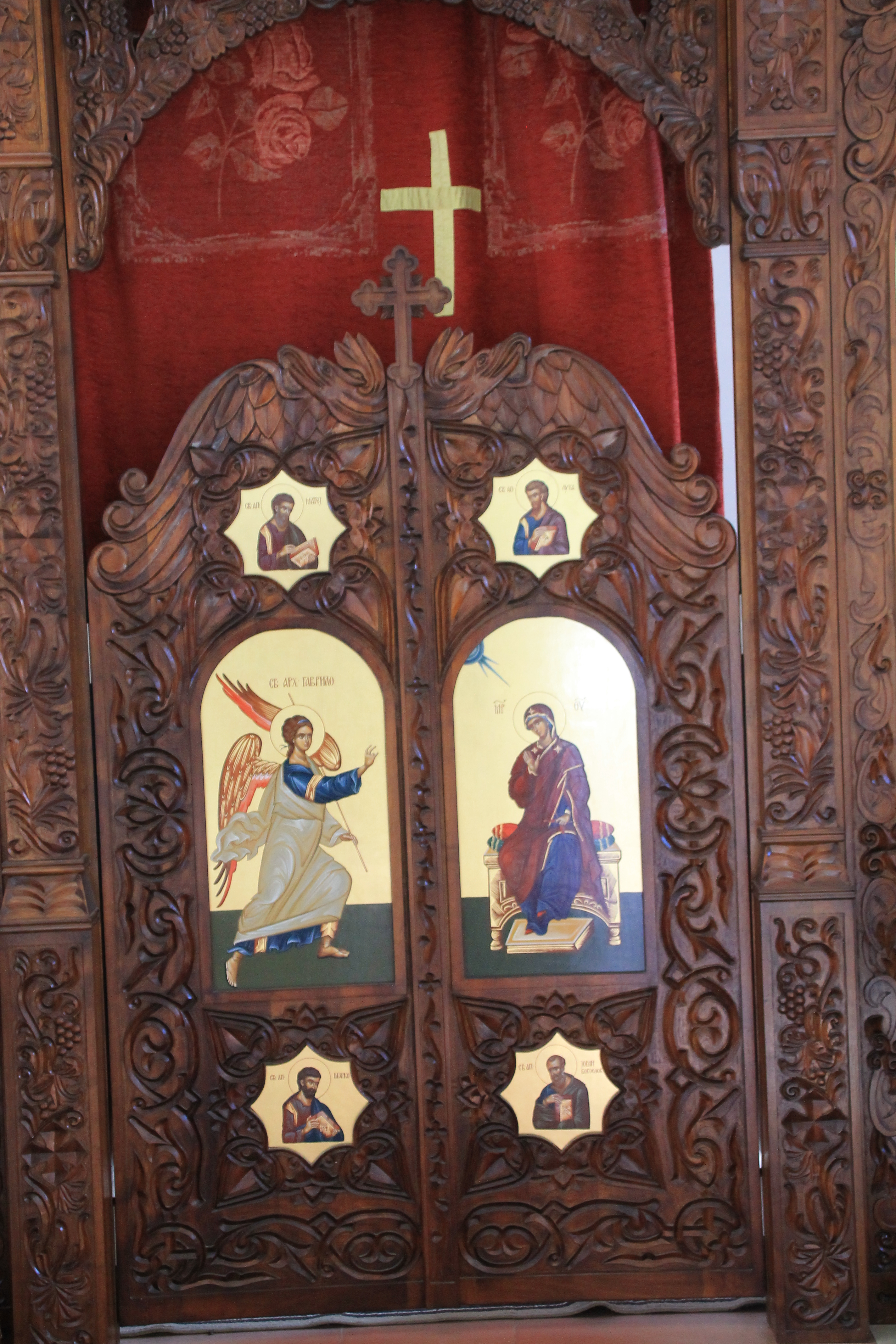
Detailansicht der Haupttüre
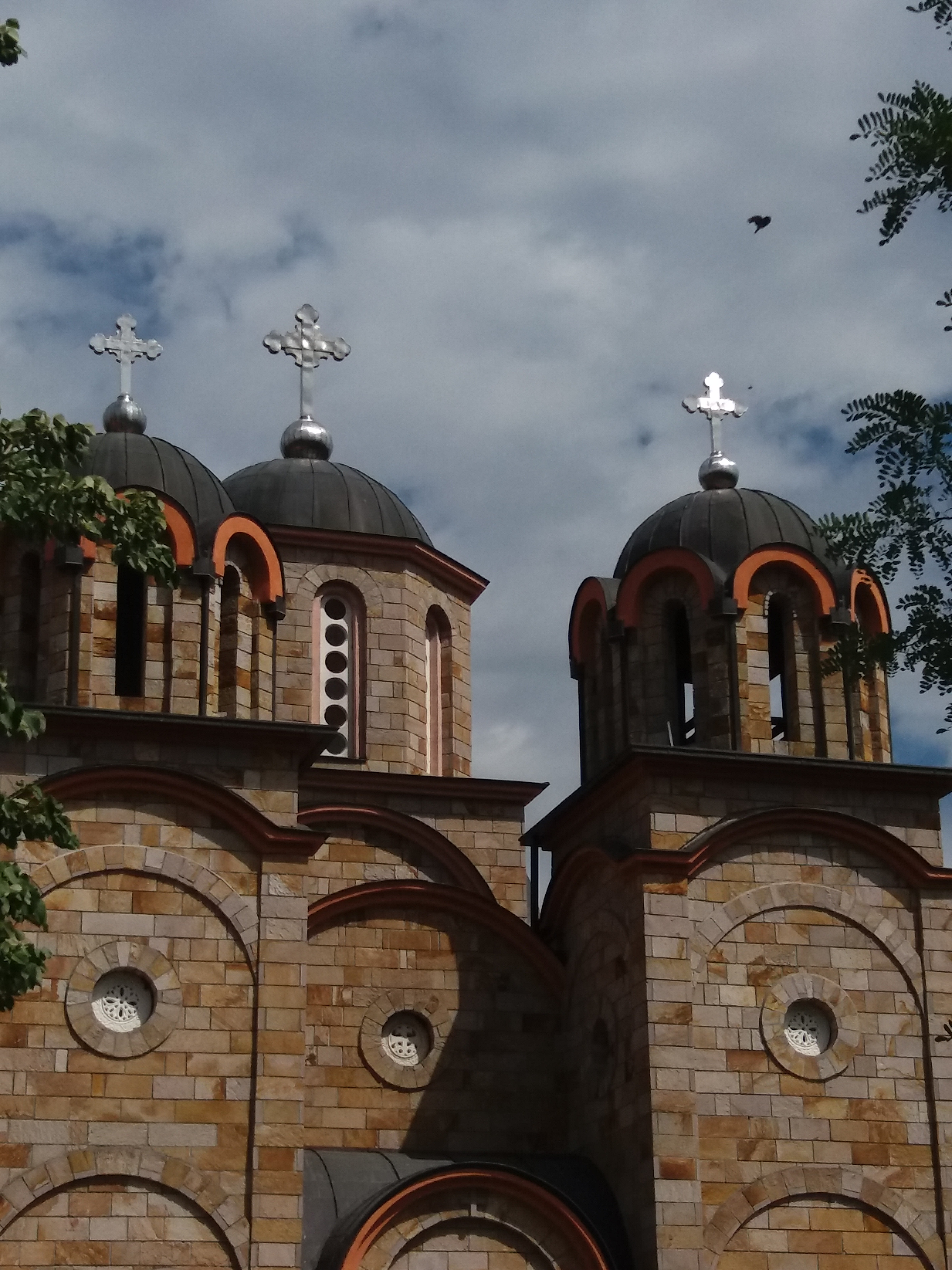
Die drei Kirchenkreuze